# Saint-Jean-de-Losne
Saint-Jean-de-Losne este o comună în departamentul Côte-d'Or, Franța. În 2009 avea o populație de 1,196 de locuitori.

## Evoluția populației
| An        | 1975  | 1982  | 1990  | 1999  | 2006  | 2009  |
| --------- | ----- | ----- | ----- | ----- | ----- | ----- |
| Populație | 1,605 | 1,476 | 1,342 | 1,257 | 1,208 | 1,196 |